# São Pedro do Paraná
São Pedro do Paraná is een gemeente in de Braziliaanse deelstaat Paraná. De gemeente telt 2.561 inwoners (schatting 2009).